# Johann VI. (Anhalt-Zerbst)

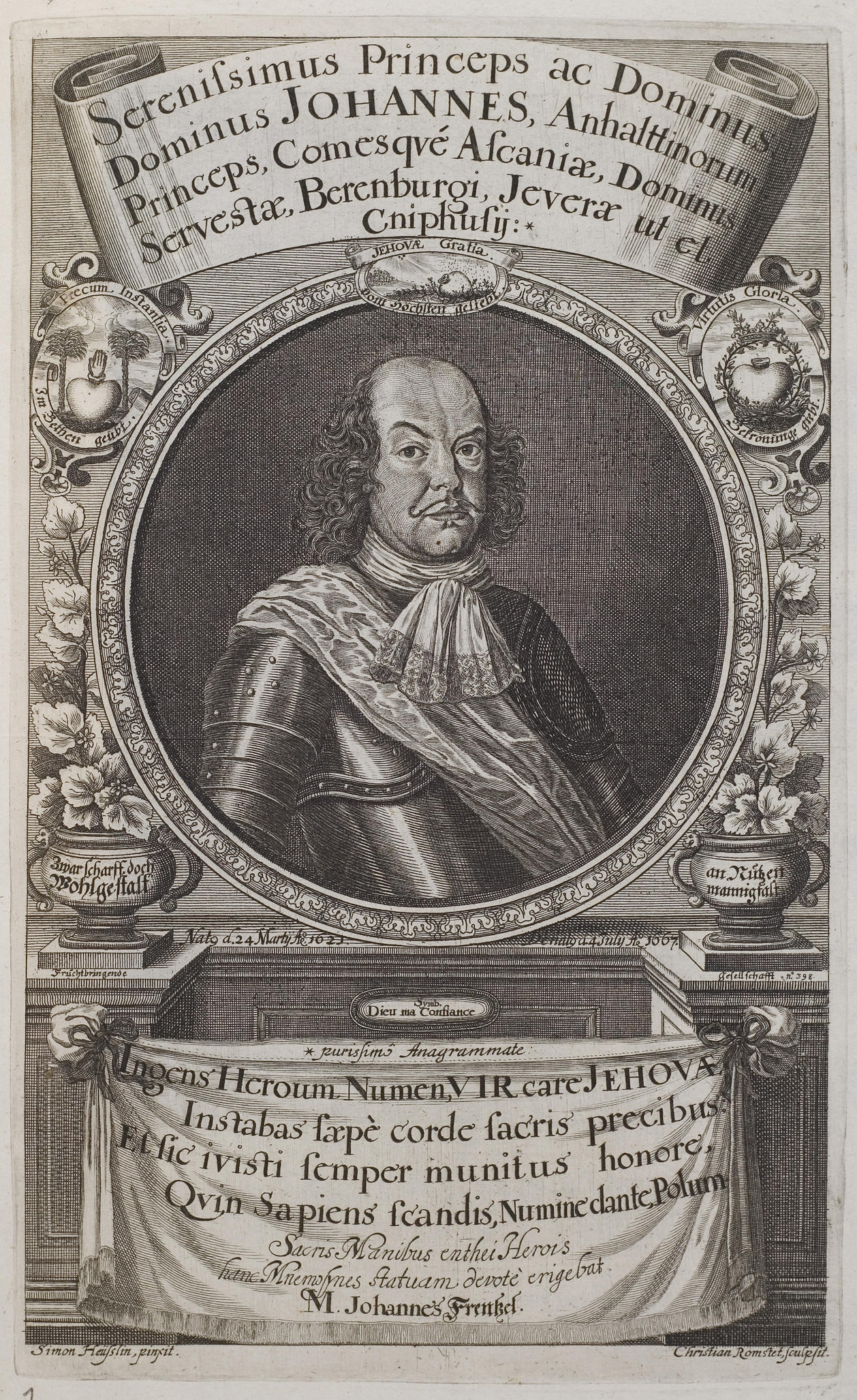
Fürst Johann von Anhalt-Zerbst, Kupferstich von Christian Romstet

Johann VI. von Anhalt-Zerbst (* 24. März 1621 in Zerbst; † 4. Juli 1667 ebenda) aus dem Hause der Askanier war ein Fürst von Anhalt-Zerbst.

## Leben
Johann war der einzige Sohn des Fürsten Rudolf von Anhalt-Zerbst (1576–1621) aus dessen zweiter Ehe mit  Magdalene (1585–1657), Tochter des Grafen Johann XVI. von Oldenburg. Er folgte seinem Vater als Fürst von Anhalt-Zerbst nominell schon kurz nach seiner Geburt und stand dabei unter Vormundschaft des Fürsten August von Anhalt-Plötzkau. Seine Erziehung wurde nicht nur durch Hauslehrer, sondern vor allem durch seine lutherische Mutter beeinflusst, die ihn auch in diesem Glauben erzog, ohne dass die anhaltische, der reformierten Kirche angehörenden Verwandtschaft etwas dabei ausrichten konnte. 1626 hatte Magdalene in dieser Angelegenheit den Kaiser eingeschaltet.
Die herrschenden Wirren des Dreißigjährigen Krieges brachten es mit sich, dass Johann in Zerbst, Coswig und Wittenberg erzogen wurde. Ab 1633 fand der Unterricht am Hof seines Onkels Graf Anton Günther von Oldenburg statt.
Sofort nach der Übernahme der Regierungsgeschäfte gestaltete Fürst Johann sein reformiertes Fürstentum im lutherischen Sinne um. Um die Huldigung der reformierten Stände zu erzwingen, musste der Kaiser einschreiten. Er konnte gegenüber den Ständen seinen Herrschaftsanspruch nicht nur durchsetzen, sondern auch durch die Einnahme verschiedener Lehen sein Territorium merklich vergrößern.
Fürst Ludwig I. von Anhalt-Köthen nahm Fürst Johann 1642 zusammen mit Hofrat Konrad Balthasar Pichtel und Hofjunker Joachim von Boeselager in die Fruchtbringende Gesellschaft auf. Er verlieh Fürst Johann den Gesellschaftsnamen der Wohlgestaltete und das Motto anmutiger Schärfe. Als Emblem wurde ihm indianische Kresse mit ihrer schönen Blüte (Tropaeolum majus L.) zugedacht. Im Köthener Gesellschaftsbuch findet sich Fürst Johanns Eintrag unter der Nr. 398. Hier findet sich auch das Reimgesetz, das der Fürst anlässlich seiner Aufnahme verfasst hatte:
Die Kreß' aus India hat eine schöne blüht'
 Jst wolgestalt, drumb ich der Wolgestaltet' heiße:
 Anmutig ihre schärff' ist draus dan ihre güt'
 Jngleichen wird gespürt: Ein tapfer geist sich reiße
 Und in geberden sey: Auch nimmer nichts verheiße
 Er woll' es halten dan, das wird sein recht bedacht
 Und wolgestaltet hat drauf gute frucht gebracht.
Nach dem Aussterben der Grafen von Barby erwarb Johann 1659 Mühlingen, später auch Walternienburg, Dornburg und Möckern.
Im Alter von 46 Jahren starb Fürst Johann von Anhalt-Zerbst in Zerbst an den Kinderpocken. Kurz vor seinem Ableben war er nach dem Tod seines Onkels Anton Günther von Oldenburg Erbe der Herrschaft Jever geworden. Die Vormundschaft über seinen minderjährigen Nachfolger übernahm neben seiner Witwe Landgraf Ludwig VI. von Hessen-Darmstadt und Fürst Johann Georg II. von Anhalt-Dessau. Johann wurde in der Hofkirche St. Bartholomäi, der Grablege der Fürsten von Anhalt-Zerbst, bestattet.

## Ehe und Nachkommen
Johann heiratete am 16. September 1649 auf Schloss Gottorf Sophie Auguste (1630–1680), Tochter des Herzogs Friedrich III. von Schleswig-Holstein-Gottorf, mit der er folgende Kinder hatte:
- Johann Friedrich (1650–1651)
- Georg Rudolf (1651–1652)
- Karl Wilhelm (1652–1718), Fürst von Anhalt-Zerbst

⚭ 1676 Prinzessin Sophie von Sachsen-Weißenfels (1654–1724)
- Anton Günther (1653–1714)

⚭ 1705 Auguste Antonie Marschall von Biberstein (1659–1736), „Frau von Günthersfeld“
- Johann Adolf (1654–1726)
- Johann Ludwig I. (1656–1704), Fürst von Anhalt-Zerbst-Dornburg

⚭ 1687 Christine Eleonore von Zeutsch (1666–1699)
- Joachim Ernst (1657–1658)
- Magdalene Sophie (1658–1659)
- Friedrich (*/† 1660)
- Hedwig Marie Eleonore (*/† 1662)
- Sophie Auguste (1663–1694)

⚭ 1685 Herzog Johann Ernst von Sachsen-Weimar (1664–1707)
- Albrecht (*/† 1665)
- August (1666–1667)